# Aspergillus umbrosus
Aspergillus umbrosus är en svampart som beskrevs av Bainier & Sartory 1912. Aspergillus umbrosus ingår i släktet Aspergillus och familjen Trichocomaceae.   Inga underarter finns listade i Catalogue of Life.